# Robert Vignon (homme politique)
Pour les articles homonymes, voir Robert Vignon.
 (mai 2016).
Robert Vignon, né le 17 novembre 1910 à Constantine (Algérie française) et mort le 9 octobre 1989 à Saint-Germain-en-Laye (Yvelines), est un homme politique et haut fonctionnaire français.
Premier préfet de la Guyane, puis préfet de l'Allier sous la Quatrième République, il devient ensuite sénateur sous la Cinquième République.

## Biographie
Robert Vignon naît à Constantine où son père est directeur d'école. Ses études secondaires se passent à Constantine puis à Oran ; il est ensuite  étudiant à l'université de Toulouse. Robert Vignon est licencié en droit et licencié ès lettres. Il est maître d'internat de 1931 à 1934.
En 1934, il commence sa carrière préfectorale comme chef-adjoint du cabinet du préfet du Tarn. Il est chef de cabinet du préfet de la Haute-Vienne en 1939. Mobilisé cette année-là, il est fait prisonnier et revient le 16 novembre 1940 en qualité de secrétaire général du département de la Vendée. Puis il occupe le poste de directeur de cabinet du préfet à Orléans (6 janvier 1942), de secrétaire général du Loir-et-Cher (16 décembre 1942).
À la Libération il est affecté à l'administration centrale (15 août 1944). Le 8 décembre 1945, il est détaché dans les fonctions de chef de cabinet du ministre de l'Agriculture, Tanguy-Prigent.
Lorsque la Guyane devient un département en 1946, Robert Vignon succède à son dernier gouverneur, le 31 août 1947, en en devenant son premier préfet. Il sillonne le département et crée un service de protection des populations primitives. Dans la nuit du 8 au 9 novembre 1947, il subit un amerrissage forcé sur le fleuve Sinnamary, accident dans lequel René Jadfard trouve la mort. 
En 1949, le préfet Vignon s'allie avec l'Église catholique pour mettre en place des pensionnats catholiques en Guyane, des « homes indiens » destinés à éduqués les enfants amérindiens à Mana, Saint-Laurent-du-Maroni et Iracoubo.
Durant les années 1950, il fait replanter quatre cent cinquante six palmiers royaux sur la place de l'Esplanade, ou place des Palmistes, et y fait installer au nord un terrain de tennis.
Il est le préfet de l'Allier du 11 juillet 1955 au 6 septembre 1956. En 1958, il devient le préfet à Tizi Ouzou (Algérie).
Élu sénateur de Guyane du 23 septembre 1962 au 1er octobre 1971, il décide de ne pas se représenter. Il fut membre de la commission des Affaires sociales du Sénat et membre du groupe de l'Union pour la nouvelle République (UNR). Il est aussi conseiller général d'Iracoubo de 1961 à 1973. Il est le premier élu de Maripasoula de 1969 à 1976, village créé par lui et son ami Maurice Gougis à l'époque du territoire de l'Inini, devenu plus tard une commune. En 1949, Robert Vignon crée le dispensaire de Maroni, dont le premier médecin est le docteur Billiard.
Il fonde la revue Parallèle 5 et en nomme Michel Lohier directeur. Cette revue, parue de 1950 à 1955 sous forme de mensuel ou de bimensuel, comprenait entre quatre et douze pages. Vignon a écrit un livre de souvenirs de Guyane intitulé Grand Man Baka.

## Décorations
- Officier de la Légion d'honneur
- Croix de guerre 1939–1945
- Commandeur de l'ordre du Nichan el Anouar (1956)[4]

## Publications
- « Les perspectives de la Guyane française », Revue de la Défense nationale, no 4, avril 1952.
- Grand Man Baka, Éditions Davol, 1985.
- Grand chef blanc de la Guyane, Éditions du ver luisant, Daniele Hoô-Alluin, 2009.